# Funtoo Linux
Funtoo Linux es una distribución Linux basada en Gentoo empezada en el 2008 por Daniel Robbins, también creador de Gentoo y exlíder de ese proyecto. El proyecto lleva descontinuado desde julio de 2024.

## Historia
A comienzos del 2008, Daniel Robbins, fundador de Gentoo, abandona el proyecto ante la negativa de los miembros de la fundación a implementar cambios en esa distribución. Por lo que decide primordialmente elaborar una nueva distribución como un fork de Gentoo y así aplicar cada una de las características que hasta ahora la diferencian de su antecesora. El proyecto Funtoo nació como una iniciativa para implementar la visión de Robbins de compartir innovaciones, las cuales van orientadas primordialmente para el desarrollo de la propia Gentoo.

## Características
Al igual que su antecesora, Funtoo es una distribución basada en código fuente. Su desarrollo está siendo discutido en los canales de IRC, listas de correo y foros. Los cambios, a veces, se anuncian en avances y publicados en Atom.

### Tecnologías base
Entre sus características, aparte del soporte nativo de UTF-8, están:

#### Metro
Metro es una herramienta para crear los stages para crear los paquetes que se instalarán en Funtoo. También brinda soporte para Gentoo, como alternativa a Catalyst.

#### boot-update
boot-update provee un mecanismo unificado para configurar automáticamente el arranque de GRUB, tanto en la versión actual como en la versión legacy.

#### Conexión a Internet
Funtoo provee herramientas que ayudan a simplificar la conexión a internet basada en perfiles creados anteriormente.

#### Independencia de Systemd
La mayoría de sus paquetes están parchados de tal manera que no dependan de Systemd. Esto incluye el escritorio GNOME.

#### Ramas
Existen 3 ramas de esta distribución:
- Stable: Basada en la rama estable de Gentoo, que es la que es usada por defecto. Comúnmente usada en servidores.
- Current: Contiene los paquetes más recientes del sistema. Muchos de ellos, basados en la rama unstable (inestable) de Gentoo. Según la documentación de Funtoo, está apta para su uso diario.
- Experimental: Además de estar basada en la rama inestable de Gentoo, los paquetes catalogados como masked (enmascarados) están disponibles para su instalación, así como sus versiones de desarrollo, comúnmente con su código fuente almacenado en sistemas de control de versiones, como Git.

#### Multi-perfil
Funtoo dispone de perfiles predeterminados para posteriormente instalar paquetes.

### Kernel
Pese a que Funtoo sea basado en el código fuente, es capaz de usar un kernel pre-compilado. De hecho, el de Debian está catalogado como recomendado para quien se inicie en esta distribución.